# Železniško postajališče Mekotnjak
Železniško postajališče Mekotnjak je železniško postajališče ki služi naselju Mekotnjak.

## Proga
Leži na železniški progi Ormož - Hodoš d. m.